# RS-404
Pour les articles homonymes, voir Route 404.

La RS-404 est une route locale Nord-Ouest de l'État du Rio Grande do Sul. Elle relie la municipalité de Sarandi à celle de Ronda Alta. Elle dessert les communes de Sarandi, Rodinha et Ronda Alta, et est longue de 27 km. Elle débute à l'embranchement avec la BR-386 et s'achève à la jonction avec la RS-324.